# كأس الأمير 1981–82
أقيمت البطولة الحادية والعشرون في كأس الأمير في موسم 1981/1982، وقد شارك في هذه البطولة جميع الفرق.

## الفرق المشاركة
- نادي التضامن الكويتي
- نادي النصر الكويتي
- نادي خيطان
- نادي الجهراء
- نادي كاظمة
- نادي الساحل الكويتي
- نادي الكويت
- نادي الصليبيخات
- نادي اليرموك
- نادي القادسية الكويتي
- نادي الفحيحيل
- نادي الشباب الكويتي
- نادي السالمية
- نادي العربي الكويتي

## الدور التمهيدي
- نادي التضامن الكويتي × نادي النصر الكويتي (0:2)
- نادي خيطان × نادي الجهراء (1:5)
- نادي كاظمة × نادي الساحل الكويتي (0:8)
- نادي الكويت × نادي الصليبيخات (0:6)
- نادي اليرموك × نادي القادسية الكويتي (4:5)
- نادي الفحيحيل × نادي الشباب الكويتي (1:3)

## الدور الربع نهائي
- نادي العربي الكويتي × نادي التضامن الكويتي (2:4)
- نادي الكويت × نادي السالمية (0:1)
- نادي كاظمة × نادي خيطان (0:5)
- نادي الفحيحيل × نادي اليرموك (1:2)

## الدور النصف نهائي
- نادي كاظمة × نادي العربي الكويتي (1:3)
- نادي الكويت × نادي الفحيحيل (1:3)

## مباراة تحديد المركزين الثالث والرابع
- نادي العربي الكويتي × نادي الفحيحيل (1:3)

## النهائي
- نادي كاظمة × نادي الكويت (1:6)

سجل أهداف كاظمة :
- صالح المسند
- إبراهيم علي
- يوسف سويد
- ناصر الغانم
- قاسم حمزة
- فوزي إبراهيم

سجل هدف الكويت :
- جبار عبد القدوس

## هداف البطولة
- يوسف سويد (كاظمة) 6 أهداف.